# Monochaetum cinereum
Monochaetum cinereum är en tvåhjärtbladig växtart som beskrevs av Henry Allan Gleason. Monochaetum cinereum ingår i släktet Monochaetum och familjen Melastomataceae. Inga underarter finns listade i Catalogue of Life.